# 紀大人
紀 大人（き の うし）は、飛鳥時代の人物。姓は臣のち朝臣。紀大口の子。官位は大錦下・御史大夫、贈正三位。
672年の壬申の乱の際、大友皇子（弘文天皇）側の重臣だったが、乱後罰されなかった。

## 経歴
天智天皇10年（671年）1月5日に、大友皇子（弘文天皇）が太政大臣に、蘇我赤兄が左大臣に、中臣金が右大臣に、蘇我果安、巨勢人、紀大人が御史大夫に任命された。
11月23日、大友皇子と上記の左右大臣、御史大夫は、内裏の西殿の織物仏の前で「天皇の詔」を守ることを誓った。すなわち、大友皇子が香炉を手にして立ち、「天皇の詔を奉じる。もし違うことがあれば必ず天罰を被る」と誓った。続いて五人が順に香炉を取って立ち、「臣ら五人、殿下に従って天皇の詔を報じる。もし違うことがあれば四天王が打つ。天神地祇もまた罰する。三十三天、このことを証し知れ。子孫が絶え、家門必ず滅びることを」などと泣きながら誓った。ここでいう天皇の詔の内容ははっきりしないが、天智天皇の死後大友皇子を即位させることだと考えられている。29日に五人の臣は大友皇子を奉じて天智天皇の前で盟した。内容は不明だが、前の誓いと同じだと思われる。
天智天皇が崩じると紀大人は大友皇子を支える重臣になったが、『日本書紀』は続いて起きた壬申の乱で紀大人の活動について触れない。『続日本紀』慶雲2年（705年）7月19日条、紀麻呂の薨去記事に、「近江朝の御史大夫贈正三位大人の子」とある。贈位を受けたことからみて、大人は罪人と扱われていなかったと考えられる。蘇我果安と大友皇子が自殺し、乱後の処分で中臣金が死刑、蘇我赤兄と巨勢比等（巨勢人）が流刑となったにもかかわらず、である。大人が処罰されなかった理由について記す史料はないが、同族の紀阿閉麻呂の活躍に免じて赦された、大海人皇子（天武天皇）側に寝返った、内通していた、といった推測がある。
『続日本紀』の記載からは、「近江朝の御史大夫」を最後に公務から退いたと推測される。没年月日は不明だが、「紀氏系図」に天武天皇12年（683年）6月2日とある。

## 系譜
- 父：紀大口[4]
- 母：不詳
- 妻：不詳
  - 男子：紀麻呂（659-705）
  - 男子：紀古麻呂[5]
  - 男子：紀国益
  - 男子：紀飽邑[6]
  - 女子：紀奈賀岐娘 - 中臣意美麻呂室